# Wayne Fischer
Wayne Fischer est un céramiste et sculpteur américain. 

## Formation et carrière
Il est diplômé d’un Bachelor of Fine Arts de L’Université du Wisconsin et est spécialisé dans l’art de la porcelaine.
En 2000, il reçoit le Premier Prix de la Triennale des arts de la Céramique à Spiez (Suisse). En 2005, il obtient le Prix d’Honneur de la Biennale Internationale de la Céramique à Icheon (Corée).[réf. nécessaire]
Certaines de ses pièces sont présentes au Musée des Arts décoratifs de Paris. 
En 2012, il reçoit le Prix Liliane Bettencourt pour l’intelligence de la main, dans La catégorie « Talents d’exception » pour son œuvre Métamorphose. Évoquant des formes vivants comme l’épiderme humain, cette œuvre expérimente les possibilités plastiques de la porcelaine émaillée et sablée.